# Gierstgras-beukenbos
Het gierstgras-beukenbos (Milio-Fagetum) is een associatie uit het beuken-verbond (Fagion sylvaticae). De associatie omvat bosplantengemeenschappen die van mesotrofe, lemige bodems die gekenmerkt worden door de dominantie van beuk en een ondergroei met braam, varens en bosgierstgras.
Deze associatie is in Nederland zeldzaam, en komt in Vlaanderen zeldzaam voor in het Brabants district.

## Naamgeving en codering
| Maianthemo-Fagetum Pass. 1960 |

- Frans: Hêtraie à millet
- Duits: Flattergras-Buchenwald
- EUNIS 2004-code: G1.62 : Atlantis acidophilous Fagus forests
- Natura2000-habitattypecode (EU-code): H9120
- BWK-karteringscode: fa

De wetenschappelijke naam Milio-Fagetum is afgeleid van de botanische namen van twee belangrijke soorten binnen deze klasse, het bosgierstgras (Milium effusum) en de beuk (Fagus sylvatica).

## Fysiognomie
Het gierstgras-beukenbos is een hoog opgaand loofbos. De struiklaag is slecht tot matig ontwikkeld, met een groot aandeel van struikvormige gewone esdoorn en hazelaar. De kruidlaag is betrekkelijk goed ontwikkeld met veel varens, terwijl de moslaag minder opvallend aanwezig is.

## Ecologie
Het gierstgras-beukenbos komt voor op mesotrofe zandleem- en leembodems, dikwijls op de overgang van drogere zandgronden naar voedselrijkere, vochtige bodems op de bodem van de vallei. Het valt daardoor ecologisch tussen het beuken-eikenbos van de meer zure, uitgeloogde, zandige bodems, en het eiken-haagbeukenbos van voedselrijkere en vochtiger leembodems in.

## Verspreiding
Het gierstgras-beukenbos komt in Nederland zelden voor, zoals in de Schone Grub in Zuid-Limburg. In Vlaanderen komt het vooral voor in het Brabants district op zandleem- en leembodems. De beste voorbeelden worden gevonden in het Zoniënwoud, het Meerdaalwoud en het Bertembos.

## Diagnostische taxa voor Nederland en Vlaanderen

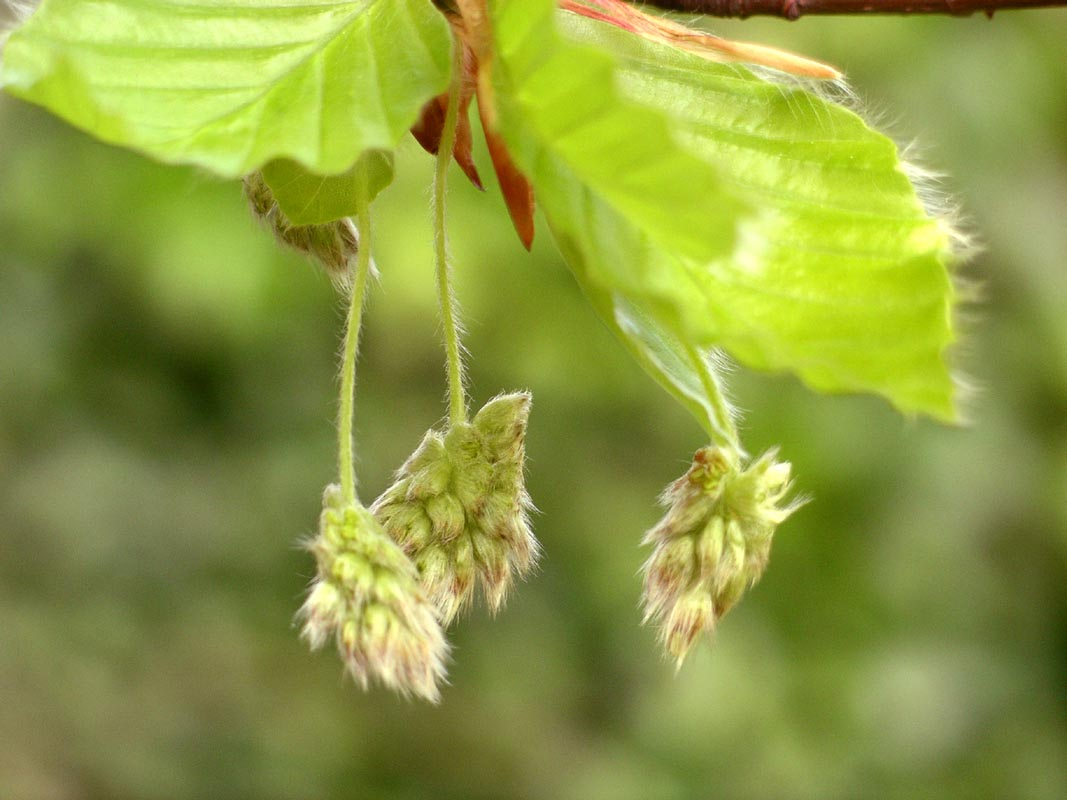
Beuk

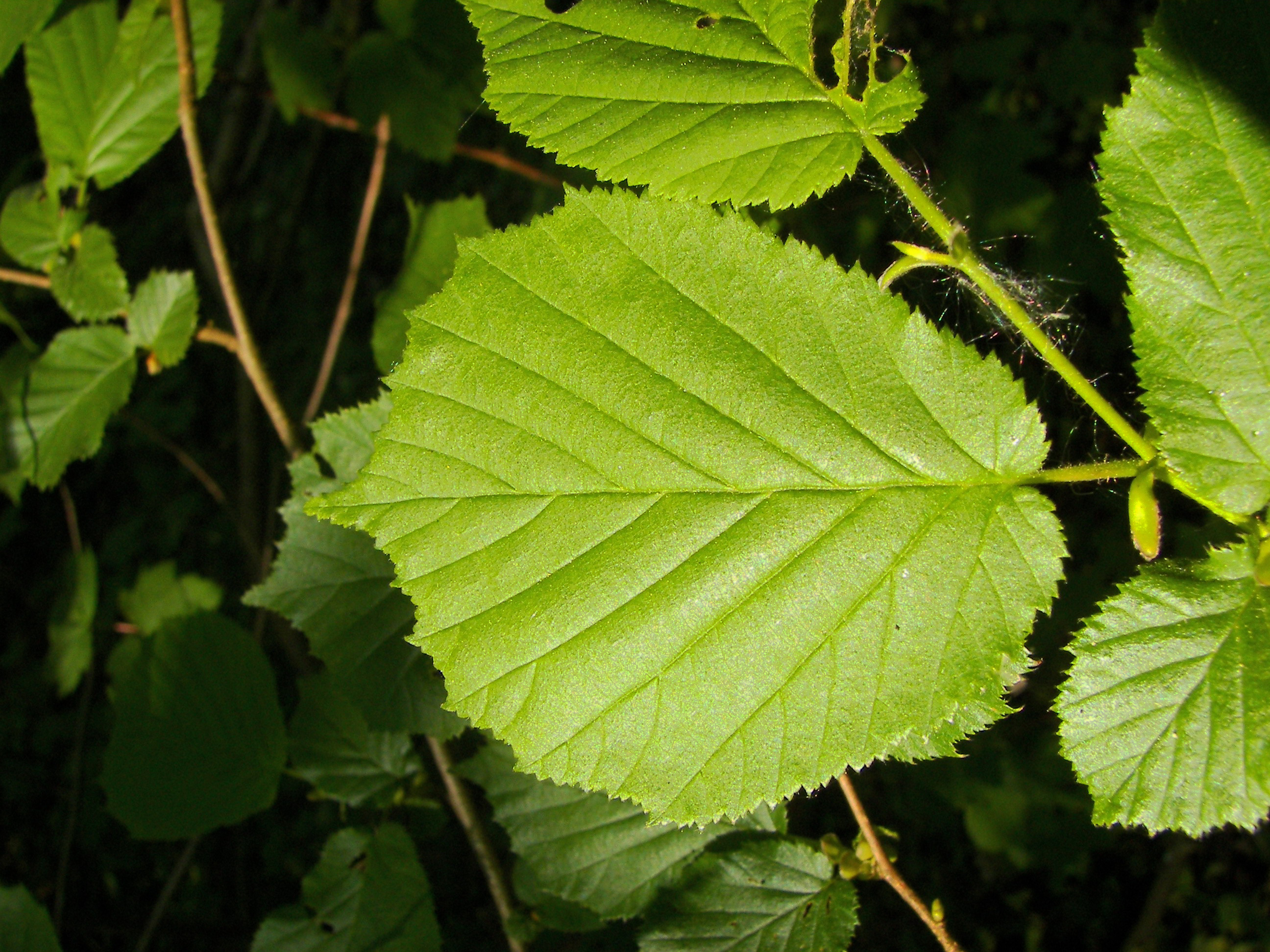
Hazelaar

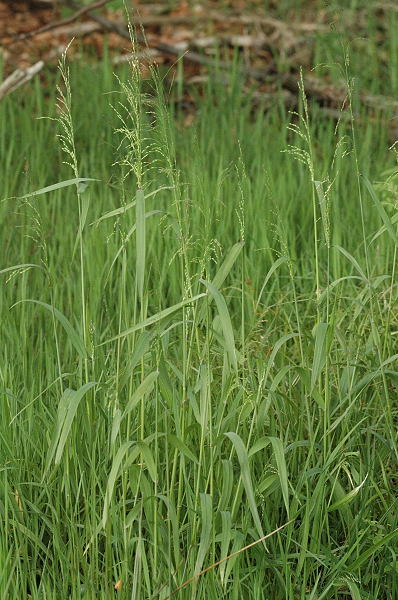
Bosgierstgras

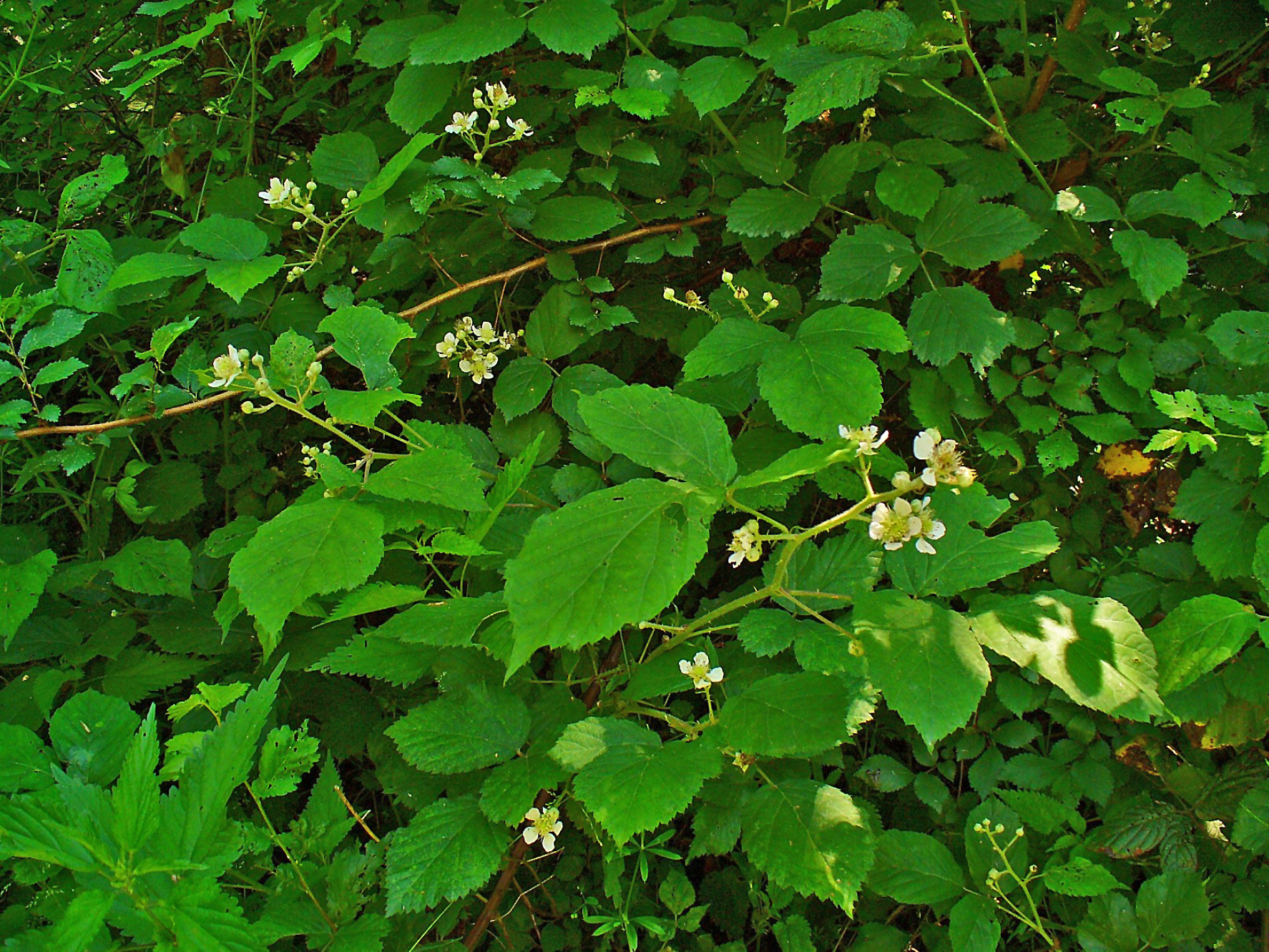
Gewone braam

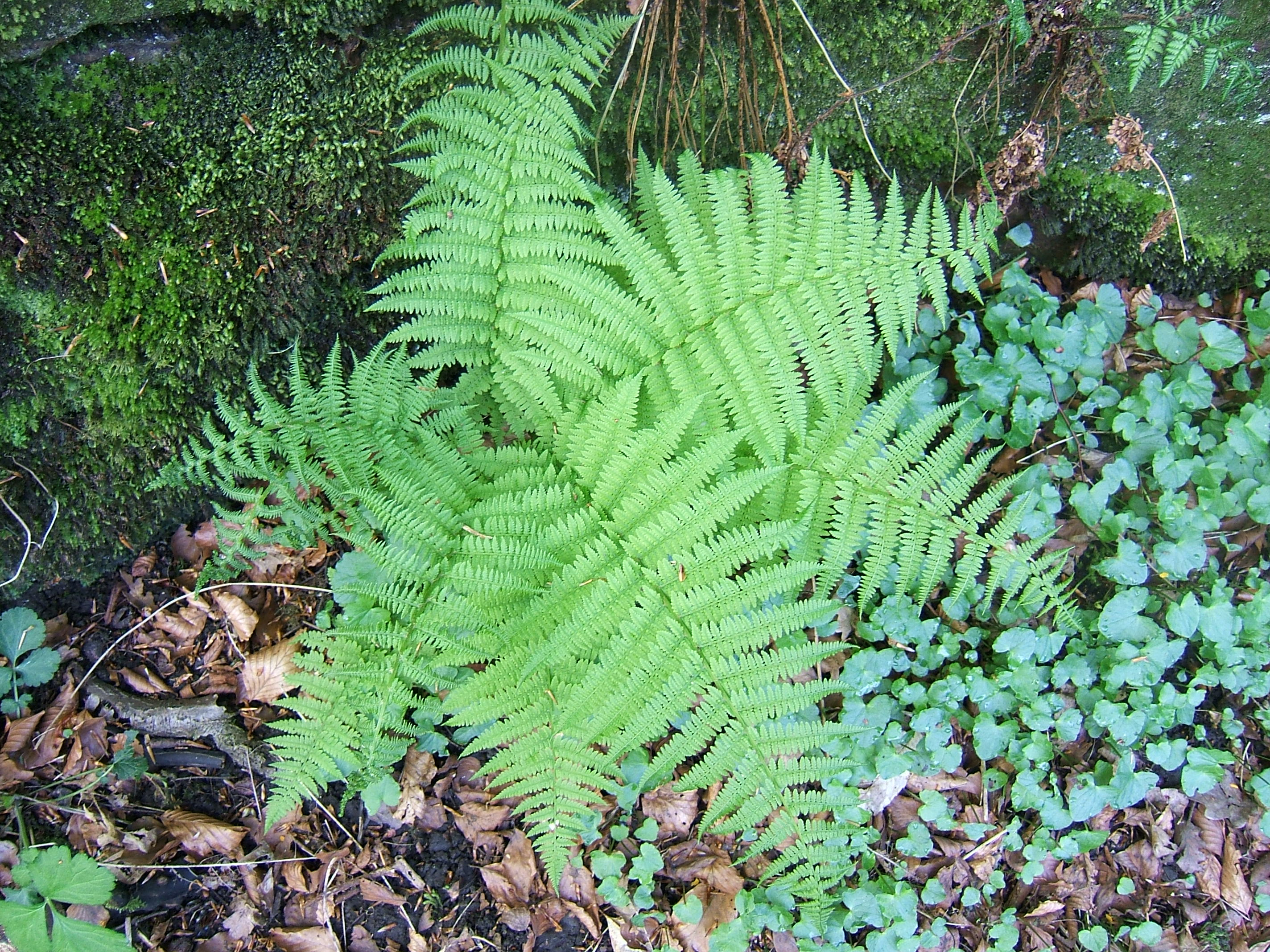
Wijfjesvaren

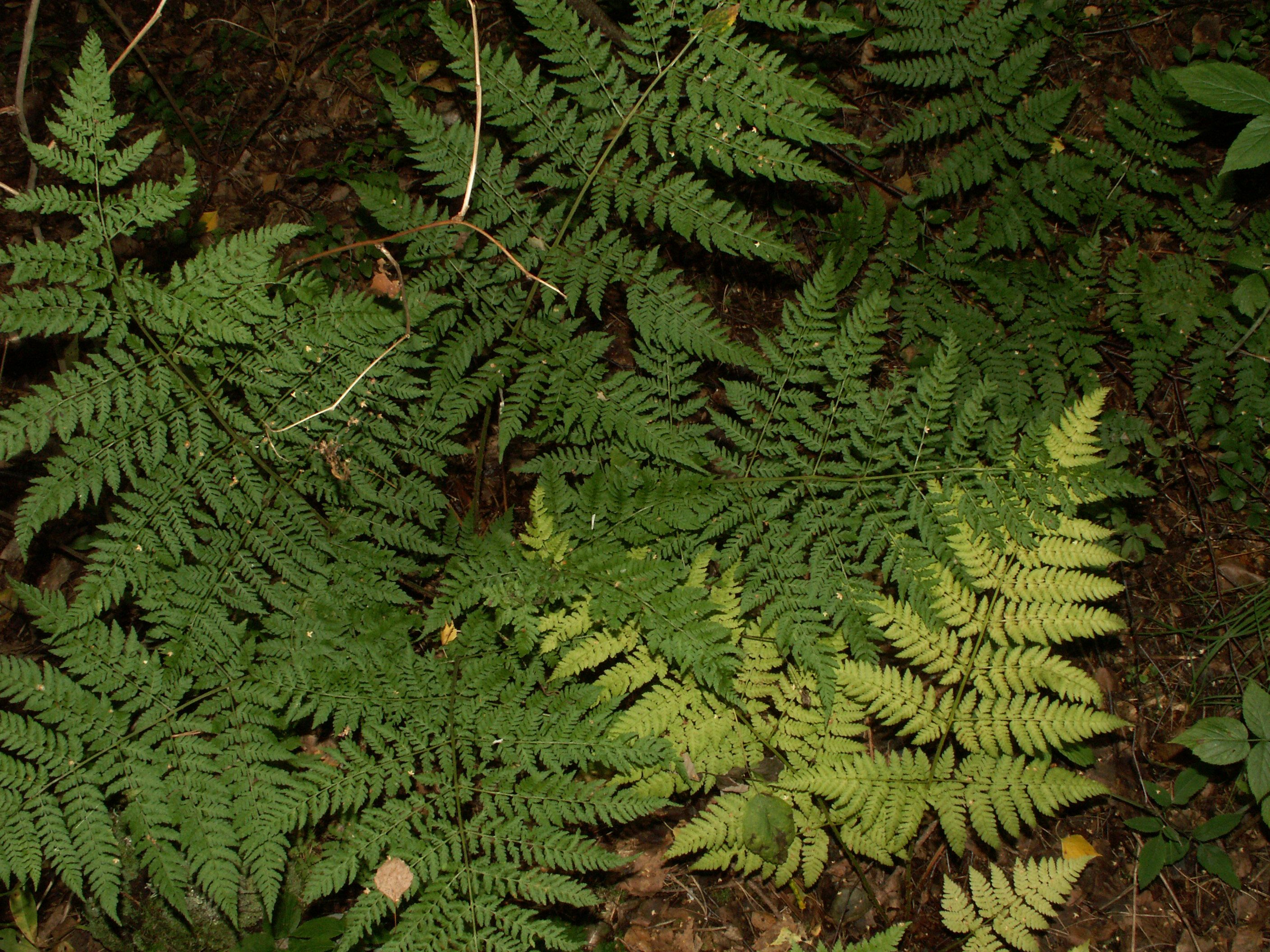
Brede stekelvaren

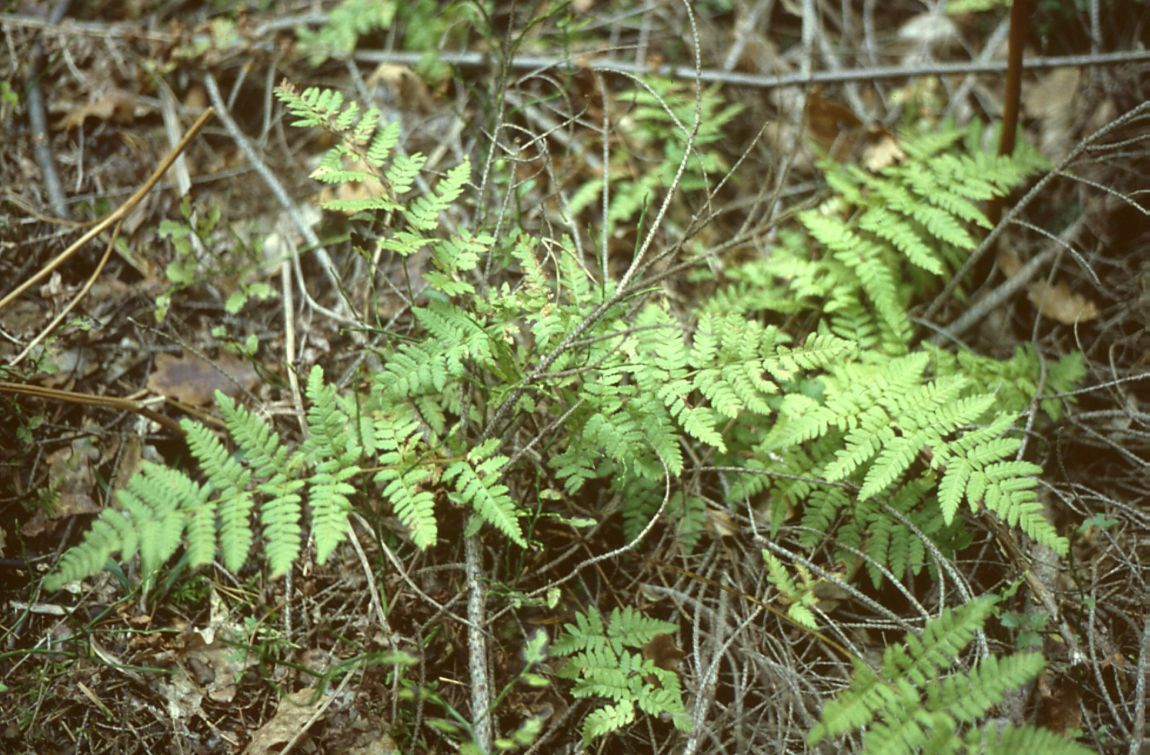
Smalle stekelvaren

Het gierstgras-beukenbos heeft voor Nederland en Vlaanderen slechts één specifieke kensoort, het bosgierstgras.
Verder is de vegetatie een mengeling van de soorten van het (meer meso-oligotrafente) beuken-eikenbos en van het (meer meso-eutrafente) eiken-haagbeukenbos. Gemeenschappelijk met het eiken-beukenbos zijn onder andere zomereik, wilde lijsterbes, wilde kamperfoelie, brede en smalle stekelvaren en adelaarsvaren. Met het eiken-haagbeukenbos zijn gemeenschappelijk onder andere gewone esdoorn, haagbeuk, beuk, wijfjesvaren, klimop, bosanemoon en witte klaverzuring.
In de boomlaag is de beuk dominant, en komen andere boomsoorten als de zomereik, wintereik, haagbeuk en winterlinde slechts sporadisch voor. De struiklaag is weinig soortenrijk, met als meest voorkomende soorten de gewone esdoorn en de hazelaar.
De kruidlaag is nog het meest divers, met een soortenrijkdom die tussen dat van het beuken-eikenbos en het eiken-haagbeukenbos in ligt. De gewone braam is de meest voorkomende soort, en kan tevens zeer abundant zijn. Daarnaast komen er heel wat varens als wijfjesvaren, brede- en smalle stekelvaren, adelaarsvaren en dubbelloof voor.
Boomlaag
| Kentaxon | Diff.soort | Presentie | Triviale naam | Botanische naam    | Opmerking |
| -------- | ---------- | --------- | ------------- | ------------------ | --------- |
|          |            |           | beuk          | Fagus sylvatica    |           |
|          |            |           | zomereik      | Quercus robur      |           |
|          |            |           | wintereik     | Quercus petraea    |           |
|          |            |           | winterlinde   | Tilia cordata      |           |
|          |            |           | haagbeuk      | Carpinus betulus   |           |
|          |            |           | gewone es     | Fraxinus excelsior |           |

Struiklaag
| Kentaxon | Diff.soort | Presentie | Triviale naam        | Botanische naam     | Opmerking |
| -------- | ---------- | --------- | -------------------- | ------------------- | --------- |
|          |            |           | gewone esdoorn       | Acer pseudoplatanus |           |
|          |            |           | hazelaar             | Corylus avellana    |           |
|          |            |           | eenstijlige meidoorn | Crataegus monogyna  |           |
|          |            |           | wilde lijsterbes     | Sorbus aucuparia    |           |
|          |            |           | venijnboom           | Taxus baccata       |           |
|          |            |           | hulst                | Ilex aquifolium     |           |
|          |            |           | zoete kers           | Prunus avium        |           |

Kruidlaag
| Kentaxon | Diff.soort | Presentie | Triviale naam           | Botanische naam         | Opmerking |
| -------- | ---------- | --------- | ----------------------- | ----------------------- | --------- |
| kA       |            | > 40%     | bosgierstgras           | Milium effusum          |           |
|          |            | > 80%     | gewone braam            | Rubus fruticosus        |           |
|          |            | > 60%     | wijfjesvaren            | Athyrium filix-femina   |           |
|          |            | > 40%     | brede stekelvaren       | Dryopteris dilatata     |           |
|          |            | > 40%     | smalle stekelvaren      | Dryopteris carthusiana  |           |
|          |            | > 40%     | bosanemoon              | Anemone nemorosa        |           |
|          |            | > 40%     | wilde kamperfoelie      | Lonicera periclymenum   |           |
|          |            | > 20%     | witte klaverzuring      | Oxalis acetosella       |           |
|          |            | > 20%     | gele dovenetel          | Lamiastrum galeobdolon  |           |
|          |            | > 20%     | gewone salomonszegel    | Polygonatum multiflorum |           |
|          |            | > 20%     | klimop                  | Hedera helix            |           |
|          |            | > 20%     | lelietje-van-dalen      | Convallaria majalis     |           |
|          |            | > 20%     | gladde witbol           | Holcus mollis           |           |
|          |            | > 20%     | adelaarsvaren           | Pteridium aquilinum     |           |
|          |            |           | schaduwgras             | Poa nemoralis           |           |
|          |            |           | grote muur              | Stellaria holostea      |           |
|          |            |           | bleeksporig bosviooltje | Viola riviniana         |           |
|          |            |           | ruige veldbies          | Luzula pilosa           |           |
|          |            |           | dubbelloof              | Struthiopteris spicant  |           |

Moslaag
| Kentaxon | Diff.soort | Presentie | Triviale naam      | Botanische naam        | Opmerking |
| -------- | ---------- | --------- | ------------------ | ---------------------- | --------- |
|          |            |           | gewoon pluisjesmos | Dicranella heteromalla |           |
|          |            |           | gewoon sterrenmos  | Mnium hornum           |           |

## Biologische Waarderingskaart
In de Biologische Waarderingskaart (BWK) van Vlaanderen en het Brussels Hoofdstedelijk Gewest valt deze associatie onder het beukenbos met voorjaarsflora zonder wilde hyacint (fa).
Dit vegetatietype staat gewaardeerd als 'Biologisch zeer waardevol'.

## Fotogalerij

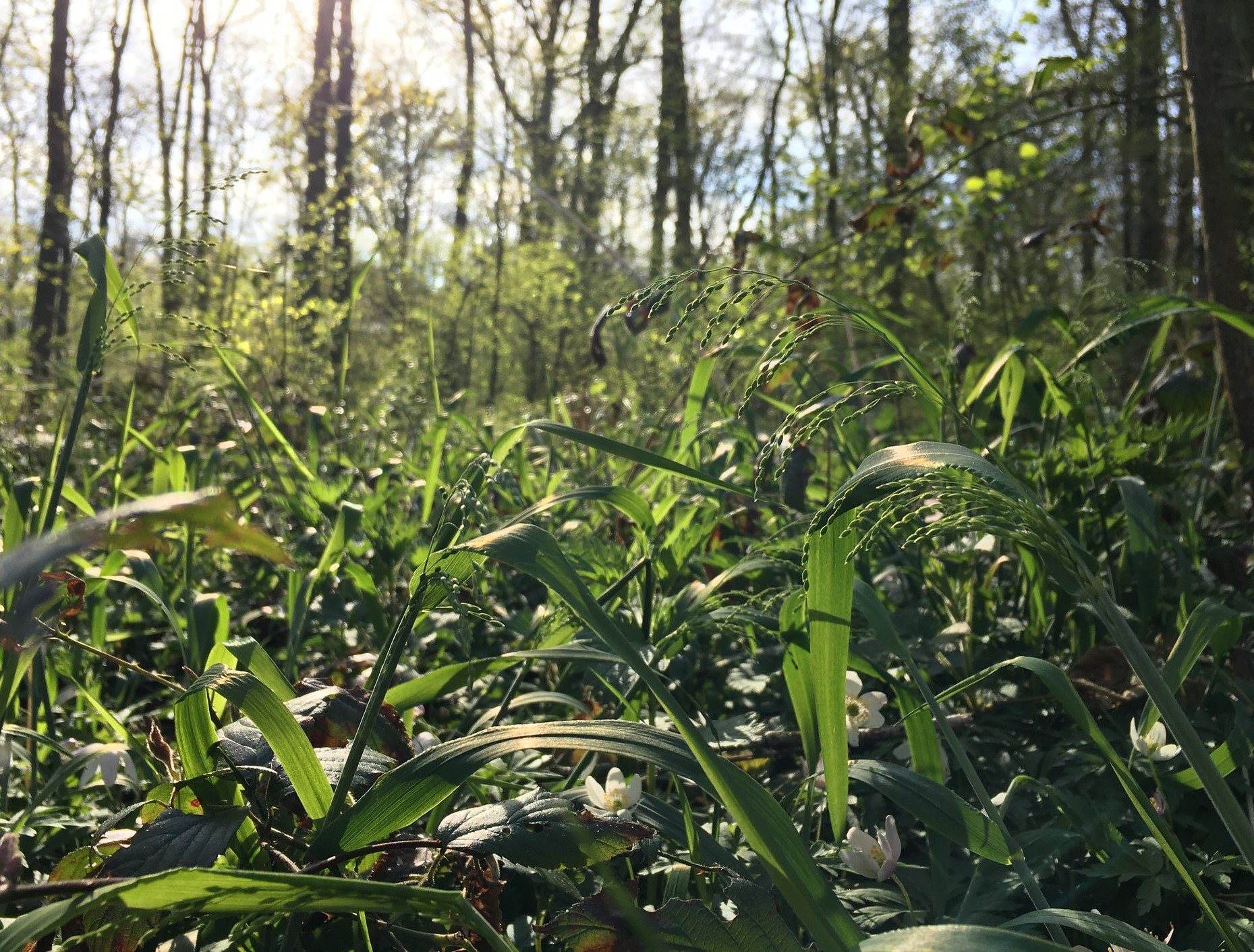
Close-up van de kruidlaag in de lente